# Кантароидные
Кантароидные (лат. Cantharoidea) — надсемейство жуков из инфотряда элатериформные (Elateriformia).

## Классификация
Около 10 семейств (2 ископаемых). Иногда их объединяют с надсемейством Elateroidea. На территории России надсемейство Cantharoidea представлено семействами (дрилиды, краснокрылы, мягкотелки, светляки).
- Семейство омализиды (Omalisidae) Lacordaire, 1857 (= Homalisidae, Omalysidae)
- Семейство краснокрылы (Lycidae) Laporte, 1836 — В России — 43 в. Источник оценки: Г. С. Медведев [1995].
- Семейство дрилиды (Drilidae) Blanchard, 1845 — В России — 2 в. Источник оценки: Г. С. Медведев [1995].
- Семейство Telegeusidae Leng, 1920
- Семейство светляки (Lampyridae) Latreille, 1817 — В России — 15 в. Источник оценки: Г. С. Медведев [1995].
- Семейство ометиды (Omethidae) LeConte, 1861
- Семейство фенгодиды (Phengodidae) LeConte, 1861 (иногда в него включают Telegeusidae)
- Семейство мягкотелки (Cantharidae) Latreille, 1802 — В России — 64 в. Источник оценки: Г. С. Медведев [1995].
- Семейство Podabrocephalidae Pic, 1930
- Семейство †Berendtimiridae Winkler, 1987
- Семейство †Electrapatidae Iablokov-Khnzorian, 1962